# Üble Schlucht

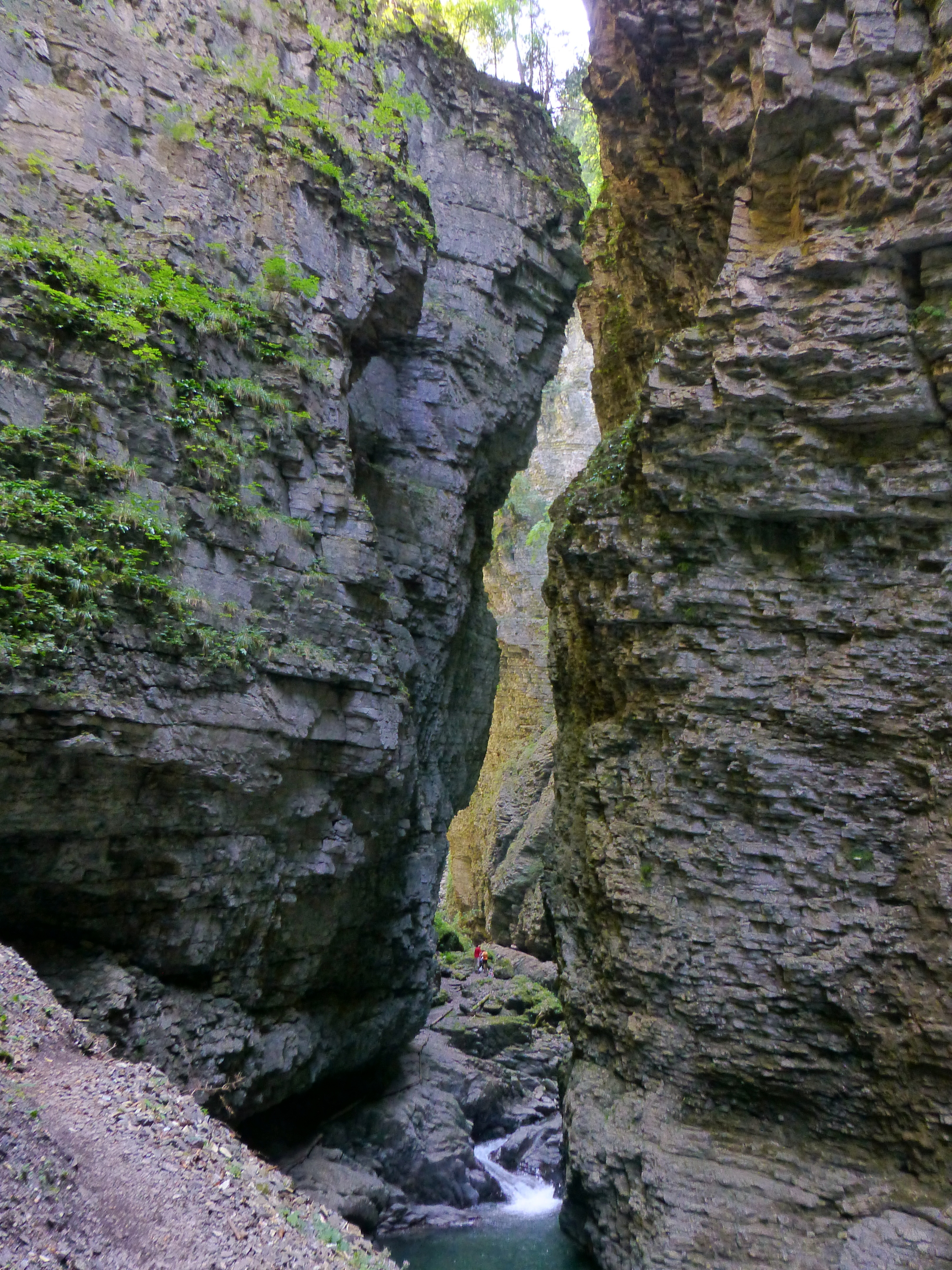
Üble Schlucht von Westen

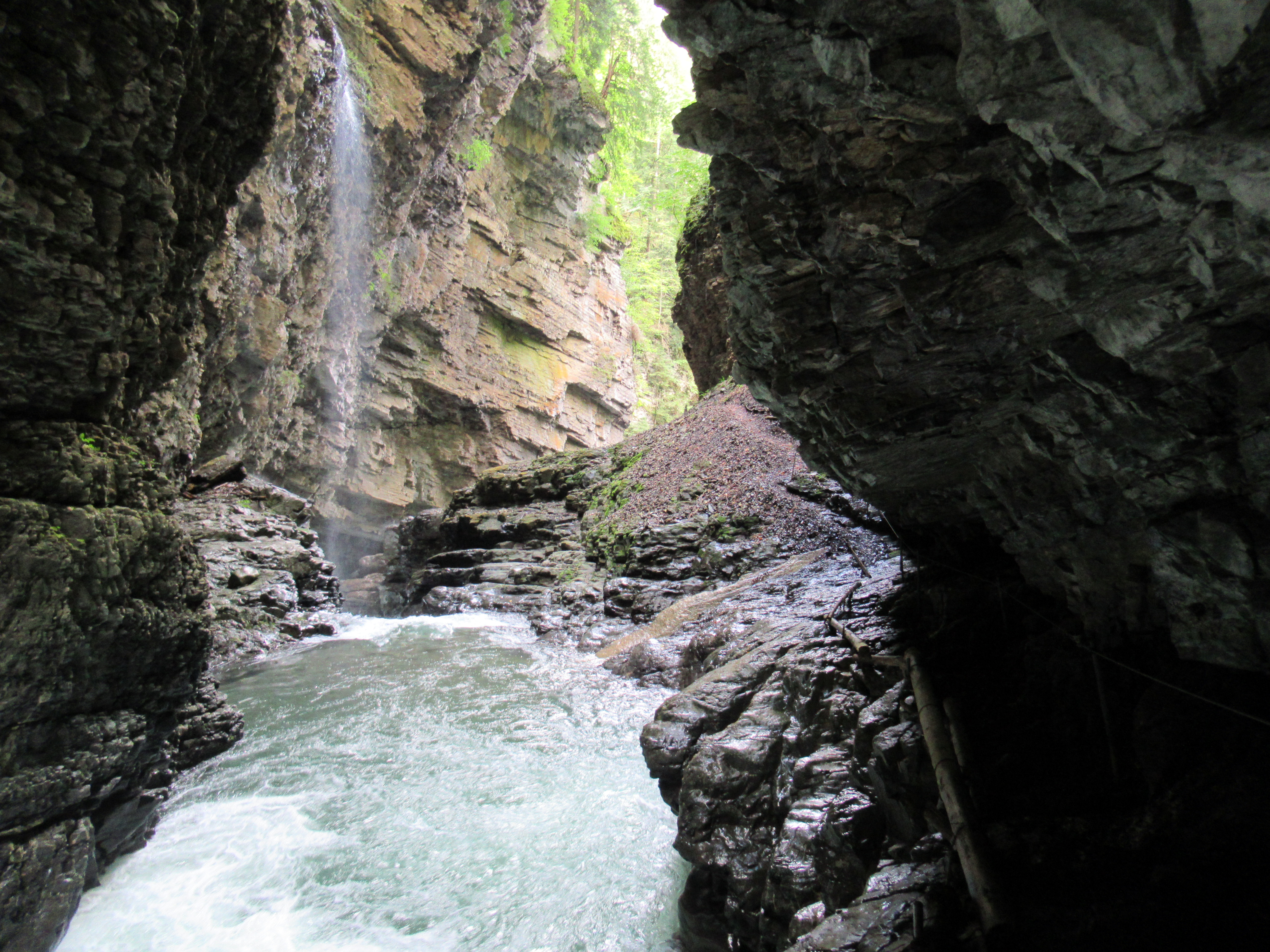
Engstelle der Üblen Schlucht

Die Üble Schlucht ist eine Schlucht im Flusstal der Frutz in Vorarlberg. Sie ist ein Europaschutzgebiet.

## Lagebeschreibung
Die Üble Schlucht liegt im Laternsertal und damit im Bregenzerwaldgebirge. Sie liegt im Gemeindegebiet von Laterns im Bezirk Feldkirch. Das Europaschutzgebiet „Üble Schlucht“ hat eine Größe von 7,59 Hektar und liegt in einer Höhe zwischen 615 und 813 m ü. A. Die Schlucht selbst hat eine Länge von 500 Metern. Von der Ortschaft Laterns-Thal führt ein als alpiner Steig beschilderter Wanderweg in die Schlucht, von Rankweil aus ist sie über den Netschelweg erreichbar. Die Schlucht ist in den Wintermonaten meist auf Grund von Steinschlaggefahr gesperrt. Die Begehung erfordert Trittfestigkeit und gutes Schuhwerk.

## Geschichte
Der Flussverlauf der Frutz hat sich im Laufe der Jahrtausende durch die speziellen geologischen Formationen des Laternsertales gegraben, die hauptsächlich aus Kieselkalk bestehen. Die Üble Schlucht stellte in früheren Jahren ein schwer zu überwindendes Hindernis zwischen dem Laternsertal und dem Rheintal dar, als der Weg durch die Schlucht noch eine wichtige Wegverbindung war. Auch Holz-Flözer nutzten die Frutz als Transportweg um Holzstämme ins Rheintal hinaus zu transportieren. Die Üble Schlucht stellte eine Engstelle dar. Heute führt ausschließlich ein Wandersteig durch die Schlucht.

## Schutzgebiet
Das Europaschutzgebiet „Üble Schlucht“ hat eine Größe von 7,59 Hektar und liegt in einer Höhe zwischen 615 und 813 m ü. A. Die Schlucht selbst hat eine Länge von 500 Metern. Das Schutzgebiet ist eines der wenigen Gebiete in Vorarlberg in niedriger Lage, die weitgehend vom Menschen unberührt ist. In der Schlucht finden sich schnell fließenden Flussabschnitte aber auch Kolke, die einen Lebensraum für Bachforellen bilden.
Die schroffen Kalkfelswände und das kühl-feuchte Klima bietet den Lebensraum für Moose und Farne. So wächst hier etwa der Schweizer Mannsschild.

## Name
Bei diesem Flurnamen wird das Wort „übel“ im Sinne von unheilbringend und gefährlich verwendet. Dies geht auf die Zeit zurück, als die Schlucht eine Eng- und Gefahrenstelle auf dem Weg vom Laternsertal ins Rheintal darstellte.

## Trivia
Die Üble Schlucht wurde 2022 in der Mitmachsendung 9 Plätze – 9 Schätze für Vorarlberg auf Platz drei gewählt, hinter der Liechtensteinklamm in Salzburg und dem Sieger Friedenskircherl (Stoderzinken) der Steiermark.